# Frederick H. Humphreys
Frederick Harkness Humphreys (28 de enero de 1878 - 10 de agosto de 1954) fue un deportista británico del tira y afloja y luchador que compitió en los Juegos Olímpicos de Londres 1908, en los Juegos Olímpicos de 1912, y en los Juegos Olímpicos de 1920.
Formó parte del equipo británico de la Ciudad de Policía de Londres, que ganó dos medallas de oro y una de plata en tres competiciones consecutivas del tiro y afloja desde 1908 hasta 1920.
En 1908 también compitió en la lucha libre. En la competencia grecorromana de categoría super peso pesado que fue eliminado en la primera ronda y en el evento de estilo libre de peso pesado fue eliminado en los cuartos de final.